# Allium membranaceum
Allium membranaceum är en amaryllisväxtart som beskrevs av Francis Marion Ownbey och Hamilton Paul Traub. Allium membranaceum ingår i släktet lökar, och familjen amaryllisväxter. Inga underarter finns listade i Catalogue of Life.